# 李健亿
李健亿（Lee Jian Yi，1995年4月15日—），馬來西亞男子羽毛球運動員。

## 簡歷
2017年7月，李建益與林政廷以頭號種子身份合作出戰馬來西亞羽毛球國際系列賽男子雙打項目，在決賽中以2比0的成績（24-22、21-19）擊敗隊友陈堂杰/苏伟译組合，奪下羽球生涯中首個國際賽冠軍。

## 主要比賽成績
只列出曾進入準決賽的國際賽事成績：
| 年份   | 賽事                     | 公開賽級別 | 項目     | 拍檔   | 成績   |
| ------ | ------------------------ | ---------- | -------- | ------ | ------ |
| 2016年 | 越南羽毛球國際系列賽     | 國際系列賽 | 男子雙打 | 林政廷 | 準決賽 |
| 2016年 | 印尼羽毛球國際挑戰賽     | 國際挑戰賽 | 男子雙打 | 林政廷 | 亞軍   |
| 2017年 | 樂魚羽毛球國際挑戰賽     | 國際挑戰賽 | 男子雙打 | 林政廷 | 準決賽 |
| 2017年 | 馬來西亞羽毛球國際系列賽 | 國際系列賽 | 男子雙打 | 林政廷 | 冠軍   |
| 2017年 | 寮國羽毛球國際系列賽     | 國際系列賽 | 男子雙打 | 林政廷 | 亞軍   |

| 2007-2017年 | 首要超級賽 | 超級賽 | 黃金大獎賽 | 大獎賽 | 國際挑戰賽 | 國際系列賽 | 未來系列賽 | 其他 |

| 2018-2026年 | 總決賽 | 超級1000賽 | 超級750賽 | 超級500賽 | 超級300賽 | 超級100賽 | 國際挑戰賽 | 國際系列賽 | 未來系列賽 | 其他 |